# Thermes romains de São Pedro do Sul
Les thermes romains de São Pedro do Sul sont un site archéologique présentant les vestiges des anciens thermes romains, situés dans la freguesia de São Pedro do Sul (pt), sur le territoire de la municipalité de São Pedro do Sul (district de Viseu, Portugal),. 
Il sont classés Monument national depuis 1938.

## Description
Situés sur la rive gauche de la rivière Vouga, ils ont été initialement construits par les Romains, bien qu'il existe des archives indiquant que le site était utilisé par des peuples antérieurs.
Les thermes existaient déjà à l'époque romaine et sont depuis appelés thermes romains. De cette époque, outre les vestiges d'une piscine, on peut encore voir des sections de puits, des chapiteaux de grandes colonnes et des pierres tombales portant des inscriptions.
Le complexe, également connu sous le nom de piscine D. Afonso Henriques, appartient à la mairie de São Pedro do Sul et est classé monument national depuis 1938.  Le nom Balneário D. Afonso Henriques est hérité du roi Alphonse Ier qui y aguéri une jambe cassée après la bataille de Badajoz en 1169.

## Galerie

Vestiges des thermes romains
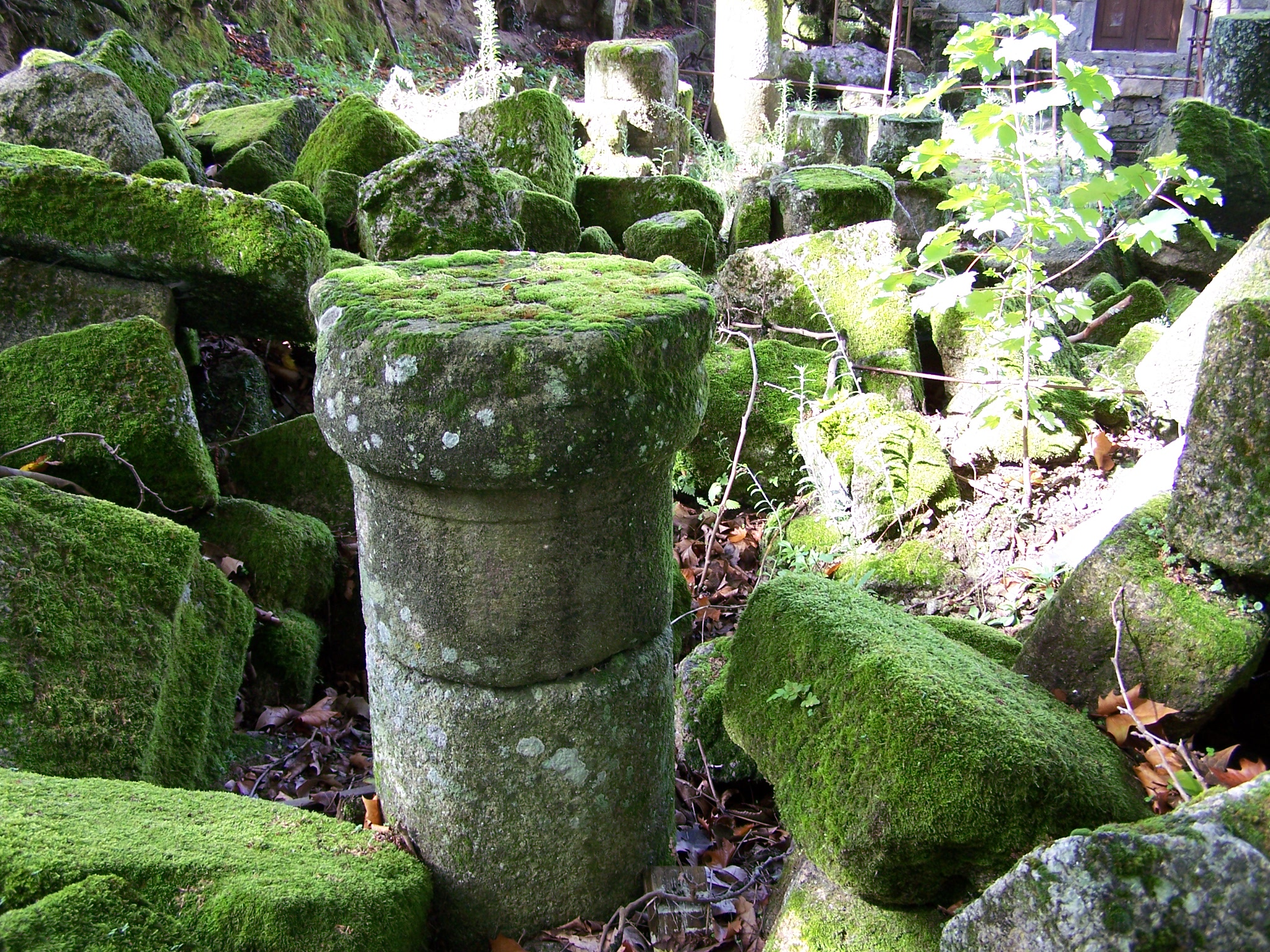
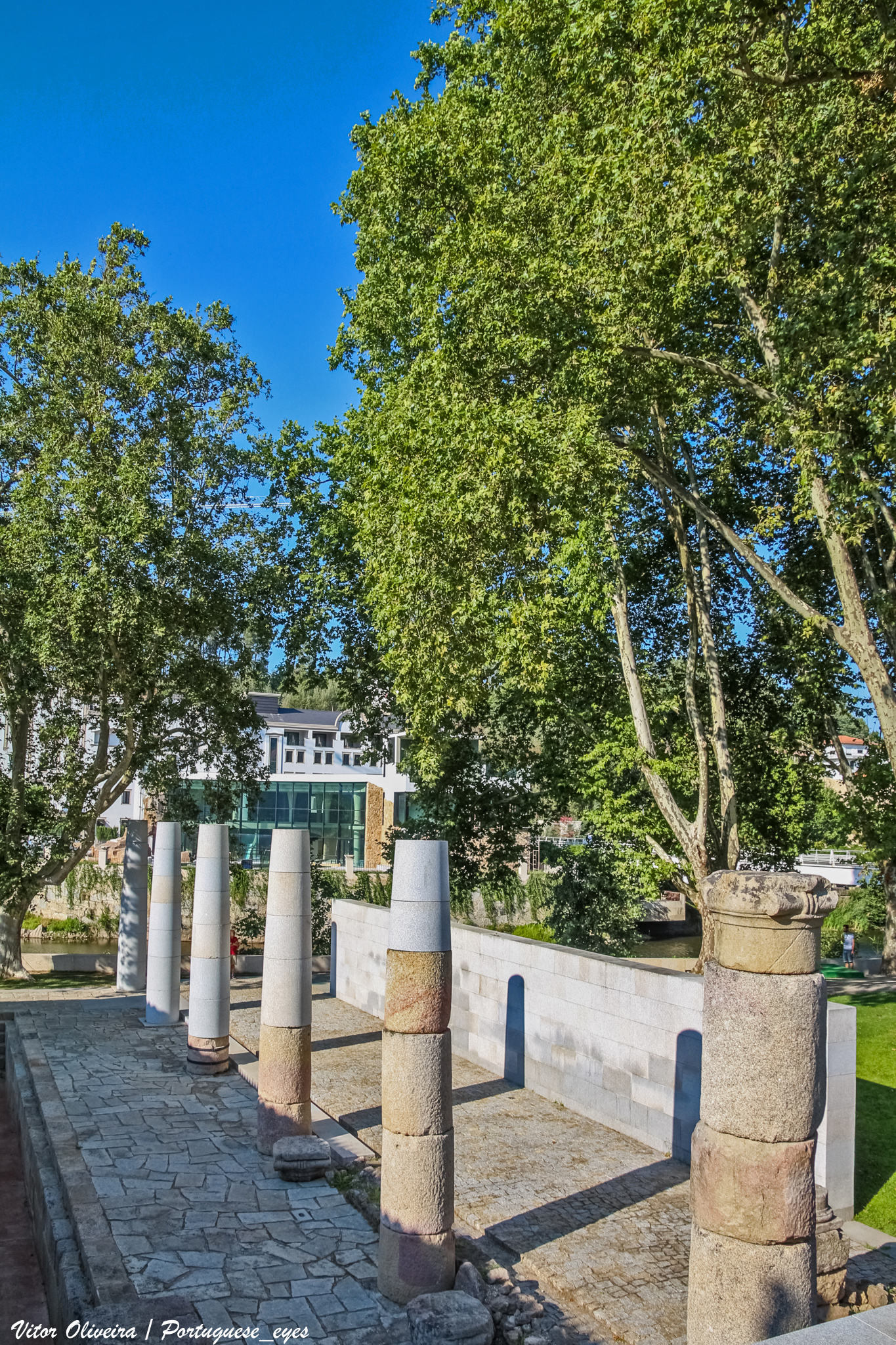
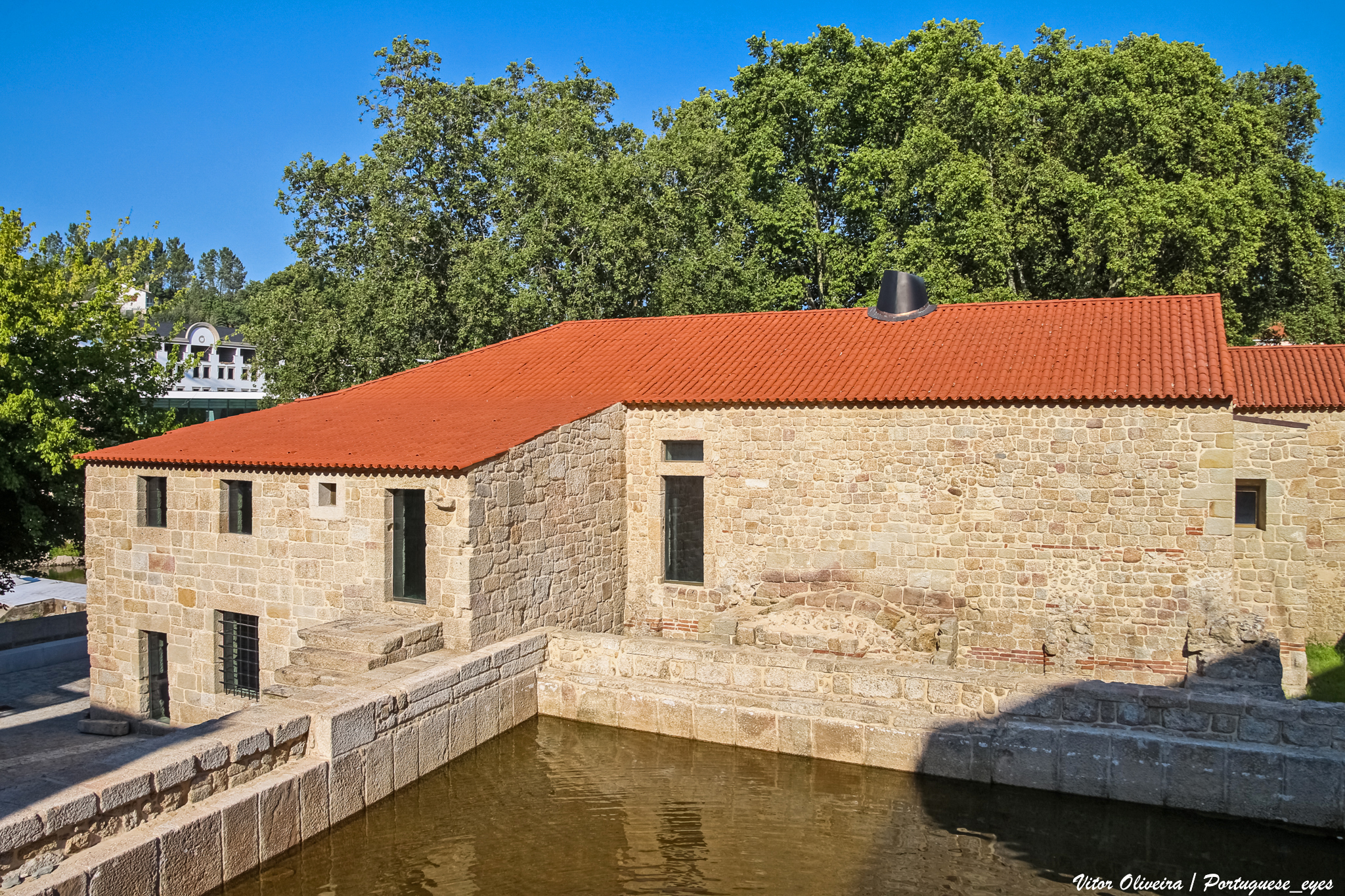